# Melina Fabian
Melina Fabian (* 1997) ist eine deutsche Schauspielerin.

## Leben
Melina Fabian besuchte die Paul-und-Charlotte-Kniese-Gemeinschaftsschule im Bezirk Berlin-Lichtenberg (Ortsteil Friedrichsfelde), später dann das Theodor-Fontane-Gymnasium in Strausberg in Brandenburg.
Fabian stand bereits im Alter von 10 Jahren vor der Kamera. Sie hatte Rollen in mehreren Fernsehfilmen und Fernsehserien (u. a. Löwenzahn und SOKO Wismar). In der 14. Staffel der Fernsehserie In aller Freundschaft (2012) war sie in zwei Folgen (Folgen 544 und 552) zu sehen, in denen sie Melissa Linz, eine Klassenkameradin der Seriennebenfigur Marie Stein (Henriette Zimmeck), spielte.
Von Juli 2015 (Folge 22) bis September 2022 (Folge 305) spielte sie in unregelmäßigen Abständen in der Fernsehserie In aller Freundschaft – Die jungen Ärzte die Rolle der Zoe Sherbaz, die Tochter der Serienhauptfigur Dr. Leyla Sherbaz (Sanam Afrashteh). 
In der von Sherry Hormann inszenierten Tragikomödie Wir lieben das Leben, die im April 2018 im ZDF erstausgestrahlt wurde, hatte Fabian die Nebenrolle der Nele. Sie war neben Gustav Schmidt, Mohammed Issa, Ludwig Simon und Valerie Stoll eine der Mittelstufenschüler- und schülerinnen, die unter Anleitung einer engagierten Lehrerin ein Lied von Vicky Leandros für eine Schulaufführung einstudieren. Im Juli 2018 war sie in zwei Folgen der RTL-Soap Gute Zeiten, schlechte Zeiten in einer Gastrolle als „Affäre“ der Serienfigur Jonas Seefeld (Felix van Deventer) zu sehen.  
Melina Fabian lebt in Berlin.

## Filmografie
- 2009: Der Typ, 13 Kinder & ich
- 2010: Das letzte Schweigen
- 2010: Löwenzahn (Fernsehserie, Folge: Biogas – Gold aus Mist gemacht)
- 2012: In aller Freundschaft (Fernsehserie, 2 Folgen)
- 2015: SOKO Wismar (Fernsehserie, Folge: Verlassen)
- 2015–2018, 2022: In aller Freundschaft – Die jungen Ärzte (Fernsehserie, 19 Folgen)
- 2017: Chaos-Queens: Die Braut sagt leider nein (Fernsehreihe)
- 2018: Wir lieben das Leben
- 2018: Gute Zeiten, schlechte Zeiten (Fernsehserie, 2 Folgen)